# Monsieur Prudhomme

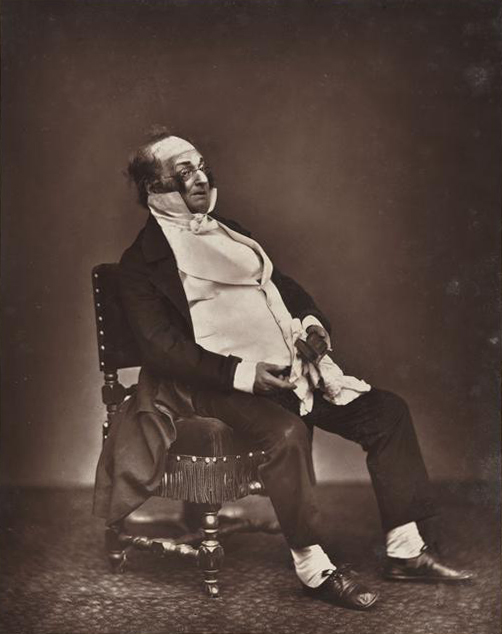
Henry Monnier travesti en Monsieur Prudhomme (vers 1875). Photographie d'Étienne Carjat, musée d'Orsay, Paris.

Monsieur Prudhomme est un personnage caricatural du bourgeois français du XIXe siècle, créé par Henry Monnier.

## Le personnage
Créé par Henry Monnier, Monsieur Prudhomme apparaît en 1830 dans les Scènes populaires, dessinées à la plume, puis dans la pièce de théâtre Grandeur et décadence de M. Joseph Prudhomme (1852) puis dans les deux volumes de recueil de dessins Mémoires de Monsieur Joseph Prudhomme (1857), puis dans Monsieur Prudhomme chef de brigands (1860).
De ce personnage emblématique sot, grassouillet, conformiste et sentencieux, Honoré de Balzac dira qu’il est « l’illustre type des bourgeois de Paris ».

## Postérité

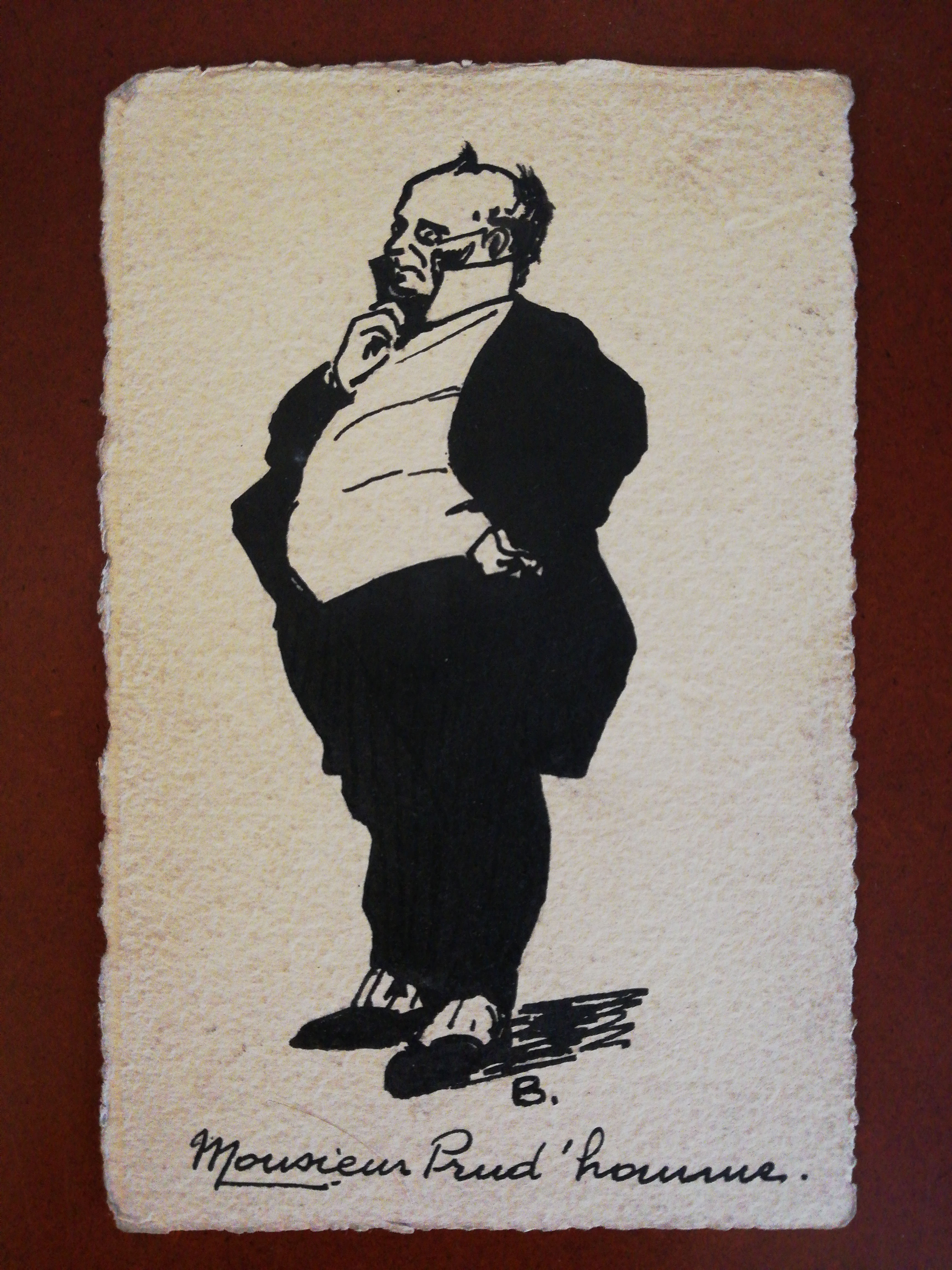
Monsieur Prudhomme, représentation amateure (milieu XXe siècle), œuvre libre.

Paul Verlaine s’en inspirera pour son poème homonyme des Poèmes saturniens.
Sacha Guitry créera en 1931 une pièce de théâtre, Monsieur Prudhomme a-t-il vécu ?, s’inspirant librement de la vie d’Henry Monnier, et relatant la genèse de ce personnage.
À partir de 1852, le caricaturiste Honoré Daumier représentera plusieurs fois le personnage dans ses lithographies.
Des propos similaires à ceux d'un Joseph Prudhomme se retrouvent chez le personnage du maire de Champignac, notable à la logorrhée pontifiante et comique (1950) dans la série de bande dessinée Spirou et Fantasio d'André Franquin. L'Achille Talon de Greg émet lui aussi des propos grandiloquents du même genre.

## Citations
- « C'est mon avis et je le partage. »
- « C’est l’ambition qui perd les hommes. Si Napoléon était resté officier d’artillerie, il serait encore sur le trône. »
- « Ôtez l'homme de la société, et vous l'isolez. »
- « Il faut craindre que l’ambition ne soit la couverture de l’orgueil, mais que la modestie ne soit qu’un prétexte à la paresse. »
- « Je jure de soutenir, de défendre nos institutions et au besoin de les combattre. »
- « Je l'ai toujours dit : les hommes sont égaux. Il n'y a de véritable distinction que la différence qui peut exister entre eux. »
- « Je ne connais pas d’endroit où il se passe plus de choses que dans le monde. »
- « La mer : une telle quantité d'eau frise le ridicule. »
- « La nature est prévoyante : elle fait pousser la pomme en Normandie sachant que c'est dans cette région qu'on boit le plus de cidre. »
- « La stratégie consiste à continuer à tirer pour faire croire à l'ennemi qu'on a encore des munitions. »
- « On ne va jamais plus loin que lorsqu'on ne sait pas où l'on va, a dit un homme politique célèbre. »
- « Pour suivre ses penchants, il lui suffit d'obéir à son caractère. »
- « Un soldat doit être prêt à mourir pour sa patrie. Même au prix de sa vie. »
- « Le char de l’État navigue sur un volcan. »
- « Ce sabre est le plus beau jour de ma vie. »[2]